# Оряву (Вранча)
Оряву (рум. Oreavu) — село у повіті Вранча в Румунії. Входить до складу комуни Гуджешть.
Село розташоване на відстані 152 км на північний схід від Бухареста, 12 км на південь від Фокшан, 70 км на захід від Галаца, 119 км на схід від Брашова.

## Населення
За даними перепису населення 2002 року у селі проживали 597 осіб. Усі жителі села рідною мовою назвали румунську.
Національний склад населення села:
| Національність | Кількість осіб | Відсоток |
| -------------- | -------------- | -------- |
| румуни         | 587            | 98,3%    |
| цигани         | 10             | 1,7%     |